# Kapazität (Mathematik)
Eine Kapazität (engl. capacity) ist eine monotone Mengenfunktion und Ausgangspunkt vieler mathematischer Untersuchungen, z. B. in der Maßtheorie, der Wahrscheinlichkeitstheorie, der Evidenztheorie. Der Begriff Kapazität geht zurück auf den französischen Mathematiker Gustave Choquet, man spricht daher auch häufig von Choquet-Kapazitäten. Angelehnt an eine Arbeit von Sugeno hießen Kapazitäten früher auch Fuzzy-Maße, obwohl sie nichts mit Unschärfe zu tun haben.

## Definition
Sei {\displaystyle U} die Grundmenge, {\displaystyle {\mathcal {P}}(U)} deren Potenzmenge und {\displaystyle \mu \colon {\mathcal {P}}(U)\to [0,\infty )} eine Mengenfunktion. Die Mengenfunktion {\displaystyle \mu } heißt Kapazität, wenn gilt:
{\displaystyle \mu (\emptyset )=0}
{\displaystyle \mu (A)\leq \mu (B),\quad {\text{wenn}}\quad A\subseteq B} (Monotonie)
Ein Maß ist eine spezielle Kapazität, denn aus der Additivität von {\displaystyle \mu } (d. h. {\displaystyle \mu (A\cup B)=\mu (A)+\mu (B),\quad A\cap B=\emptyset }) folgt die Monotonie. Falls {\displaystyle \mu (U)=1} gilt, dann heißt die Kapazität normiert.

## Weitere Eigenschaften
Eine Kapazität {\displaystyle \mu } heißt superadditiv, wenn
{\displaystyle \mu (A\cup B)\geq \mu (A)+\mu (B),\quad A\cap B=\emptyset ,\quad A,B\in {\mathcal {P}}(U)},
sie heißt subadditiv bei umgekehrtem Ungleichheitszeichen. Durch superadditive Kapazitäten können Synergieeffekte und durch subadditive Kapazitäten Redundanzeffekte modelliert werden. Die zu {\displaystyle \mu } duale (auch konjugierte) Kapazität {\displaystyle {\overline {\mu }}} ist definiert durch
{\displaystyle {\overline {\mu }}(A)=1-\mu ({\overline {A}})}.
Dabei ist {\displaystyle {\overline {A}}} das Komplement zu {\displaystyle A\in {\mathcal {P}}(U)}. Wenn {\displaystyle \mu } superadditiv ist, dann ist {\displaystyle {\overline {\mu }}} subadditiv und umgekehrt. Seien {\displaystyle A_{1},\dotsc ,A_{k}\in {\mathcal {P}}(U)} und {\displaystyle k\geq 2}. Eine Kapazität {\displaystyle \mu } heißt k-monoton, wenn
{\displaystyle \mu (\bigcup _{i=1}^{k}A_{i})\geq \sum _{I\subseteq \{1,\dotsc ,k\},I\neq \emptyset }(-1)^{|I|+1}\mu (\bigcap _{i\in I}A_{i})},
sie heißt vollständig monoton, wenn sie k-monoton ist für jedes {\displaystyle k\geq 2}. Eine Kapazität {\displaystyle \mu } heißt k-alternierend, wenn
{\displaystyle \mu (\bigcap _{i=1}^{k}A_{i})\leq \sum _{I\subseteq \{1,\dotsc ,k\},I\neq \emptyset }(-1)^{|I|+1}\mu (\bigcup _{i\in I}A_{i})},
sie heißt vollständig alternierend, wenn sie k-alternierend ist für jedes {\displaystyle k\geq 2}. Eine k-monotone Kapazität ist superadditiv, eine k-alternierende Kapazität ist subadditiv. Eine Kapazität {\displaystyle \mu } ist k-monoton (k-alternierend) genau dann, wenn die duale Kapazität {\displaystyle {\overline {\mu }}} k-alternierend (k-monoton) ist.

## Beispiele

### Hit- und Miss-Wahrscheinlichkeiten bei zufälligen Mengen
Sei {\displaystyle X} eine zufällige (kompakte) Menge und {\displaystyle A\in {\mathcal {P}}(U)} eine fixe kompakte Menge. Sei
{\displaystyle P^{*}(A)=P(X\cap A\neq \emptyset ),\quad P_{*}(A)=P(X\subset A)=P(X\cap {\overline {A}}=\emptyset )}.
{\displaystyle P^{*}} ist die Wahrscheinlichkeit, dass {\displaystyle X} die Menge {\displaystyle A} „trifft“, und wird daher Hit-Wahrscheinlichkeit genannt. {\displaystyle P_{*}} ist die Wahrscheinlichkeit, dass {\displaystyle X} die Menge {\displaystyle {\overline {A}}} „nicht trifft“, und heißt daher Miss-Wahrscheinlichkeit. Es ist {\displaystyle P^{*}(A)>P_{*}(A)}. {\displaystyle P^{*}} ist eine normierte vollständig alternierende Kapazität, {\displaystyle P_{*}} ist eine normierte vollständig monotone Kapazität. Hit&Miss-Wahrscheinlichkeiten erzeugen auf eindeutige Weise die Verteilung der zufälligen Menge {\displaystyle X}.

### Belief und Plausibilität
Belief und Plausibilität sind Grundbegriffe in Glenn Shafers Evidenztheorie. Eine Belieffunktion ist eine normierte vollständig monotone und eine Plausibilität eine normierte vollständig alternierende Kapazität. Die zur Belieffunktion duale Kapazität ist eine Plausibilität und umgekehrt. Die für die Possibilitätstheorie grundlegende possibility ist eine spezielle Plausibilität, die dazu duale necessity eine spezielle Belieffunktion.

### Untere und obere Wahrscheinlichkeiten
Dempsters untere und obere Wahrscheinlichkeiten werden ähnlich konstruiert wie obige Hit&Miss-Wahrscheinlichkeiten. Untere Wahrscheinlichkeiten sind daher normierte vollständig monotone und obere Wahrscheinlichkeiten normierte vollständig alternierende Kapazitäten. Belieffunktionen sind spezielle untere und Plausibilitäten spezielle obere Wahrscheinlichkeiten.

### λ-Fuzzy-Maße von Sugeno
Sie sind 1974 von Sugeno eingeführt worden. Eine Kapazität {\displaystyle \mu _{\lambda }} heißt {\displaystyle \lambda }-Fuzzy-Maß, wenn für {\displaystyle A,B\in {\mathcal {P}}(U)} mit {\displaystyle A\cap B=\emptyset } gilt:
{\displaystyle \mu _{\lambda }(A\cup B)=\min\{\mu _{\lambda }(A)+\mu _{\lambda }(B)+\lambda \mu _{\lambda }(A)\mu _{\lambda }(B),1\},\quad \lambda >-1}
Für {\displaystyle \lambda =0} ist {\displaystyle \mu _{\lambda }} ein Wahrscheinlichkeitsmaß, für {\displaystyle \lambda >0} eine Belieffunktion und für {\displaystyle -1<\lambda <0} eine Plausibilität. Der Parameter {\displaystyle \lambda } misst gewissermaßen die Abweichung vom Wahrscheinlichkeitsmaß.

### ⊥-dekomposable Maße
Sie sind 1984 von Siegfried Weber eingeführt worden. Sei {\displaystyle \bot } eine {\displaystyle t}-conorm. Eine Kapazität {\displaystyle \mu } heißt {\displaystyle \bot }-dekomposabel, wenn gilt:
{\displaystyle \mu (A\cup B)=\bot (\mu (A),\mu (B)),\quad A\cap B=\emptyset }
Beispielsweise ist eine Possibilität {\displaystyle \bot }-dekomposabel bezüglich {\displaystyle \bot =\max } und das {\displaystyle \lambda }-Fuzzy-Maß ist dekomposabel bzgl.
{\displaystyle \bot (u,v)=\min(u+v+\lambda uv,1);\quad \lambda >-1;\quad u,v\in [0,1]}.